# Kapuso Mo, Jessica Soho

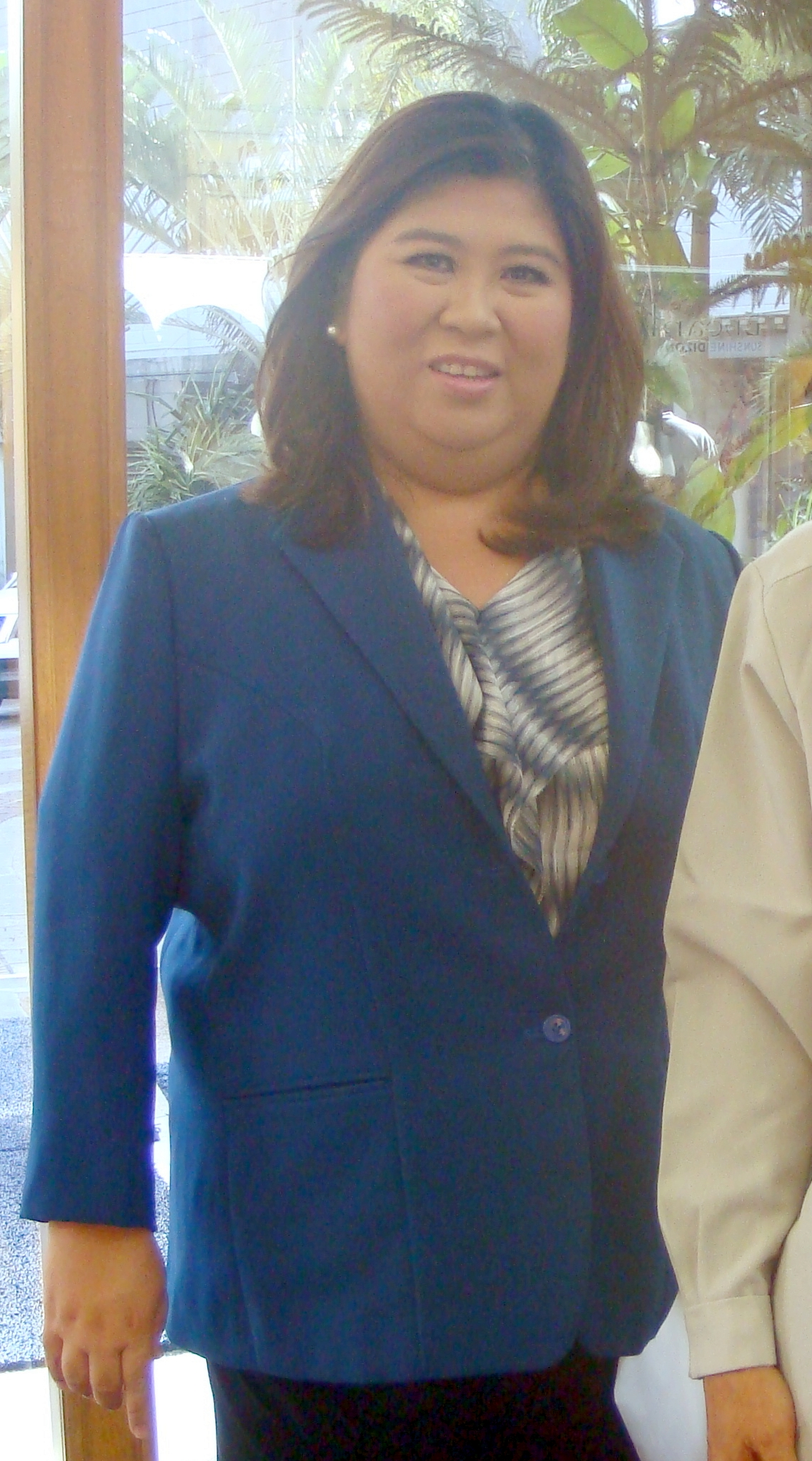
Jessica Soho

Kapuso Mo, Jessica Soho (traducción al idioma español, Tu compañera de corazón, Jessica Soho) es un programa de revista de noticias filipino transmitido por GMA Network. Se estrenó el 7 de noviembre de 2004 en la programación del domingo por la noche de la cadena.

## Argumento
El programa presenta historias sobre eventos, cultura pop, comidas, celebridades, salud y tendencias.

## Presentador
- Jessica Soho (2004-presente)